# Landesregierung Rauhofer II
Die Landesregierung Rauhofer II unter Landeshauptmann Josef Rauhofer bildete die Burgenländische Landesregierung nach der Landtagswahl 1927 bis zum Rücktritt Rauhofers am 10. Jänner 1928. Die Wahl der Landesregierung durch den Burgenländischen Landtag in der 3. Gesetzgebungsperiode erfolgte in der 1. Landtagssitzung am 20. Mai 1927.
Nach dem Ende der Amtszeit der Landesregierung Rauhofer I wurde Rauhofer 1927 erneut zum Landeshauptmann gewählt. Gegenüber der Vorgängerregierung wurde die Anzahl der Regierungsmitglieder von acht auf sechs gesenkt, wobei drei Vertreter von der Christlichsozialen Partei (CSP), zwei Mitglieder von der Sozialdemokratischen Partei (SdP) und ein Landesrat vom Landbund (LdB) gestellt wurden.
Während der Amtszeit der Regierung Rauhofer II schied Josef Pomper (LdB) am 2. August 1927 frühzeitig aus der Regierung aus. Er wurde noch am selben Tag durch Gottlieb Grabenhofer ersetzt.

## Regierungsmitglieder
| Amt                                                     | Name                 | Partei | Zuständigkeitsbereiche |
| ------------------------------------------------------- | -------------------- | ------ | ---------------------- |
| Landeshauptmann                                         | Josef Rauhofer       | CSP    |                        |
| Landeshauptmann-Stellvertreter                          | Ludwig Leser         | SdP    |                        |
| Landesrat                                               | Michael Koch         | CSP    |                        |
| Landesrat                                               | Johann Thullner      | CSP    |                        |
| Landesrat                                               | Ignaz Till           | SdP    |                        |
| Landesrat                                               | Gottlieb Grabenhofer | LdB    |                        |
| Vorzeitig ausgeschiedene Mitglieder der Landesregierung |                      |        |                        |
| Landesrat                                               | Josef Pomper         | LdB    |                        |